# Corvus crassirostris
El cuervo picogordo (Corvus crassirostris) es una especie de ave paseriforme de la familia Corvidae que vive en el este de África. Comparte el puesto de mayor córvido con algunas especies de cuervo común (Corvus corax), y con ello el de paseriforme más pesado del mundo.

## Descripción

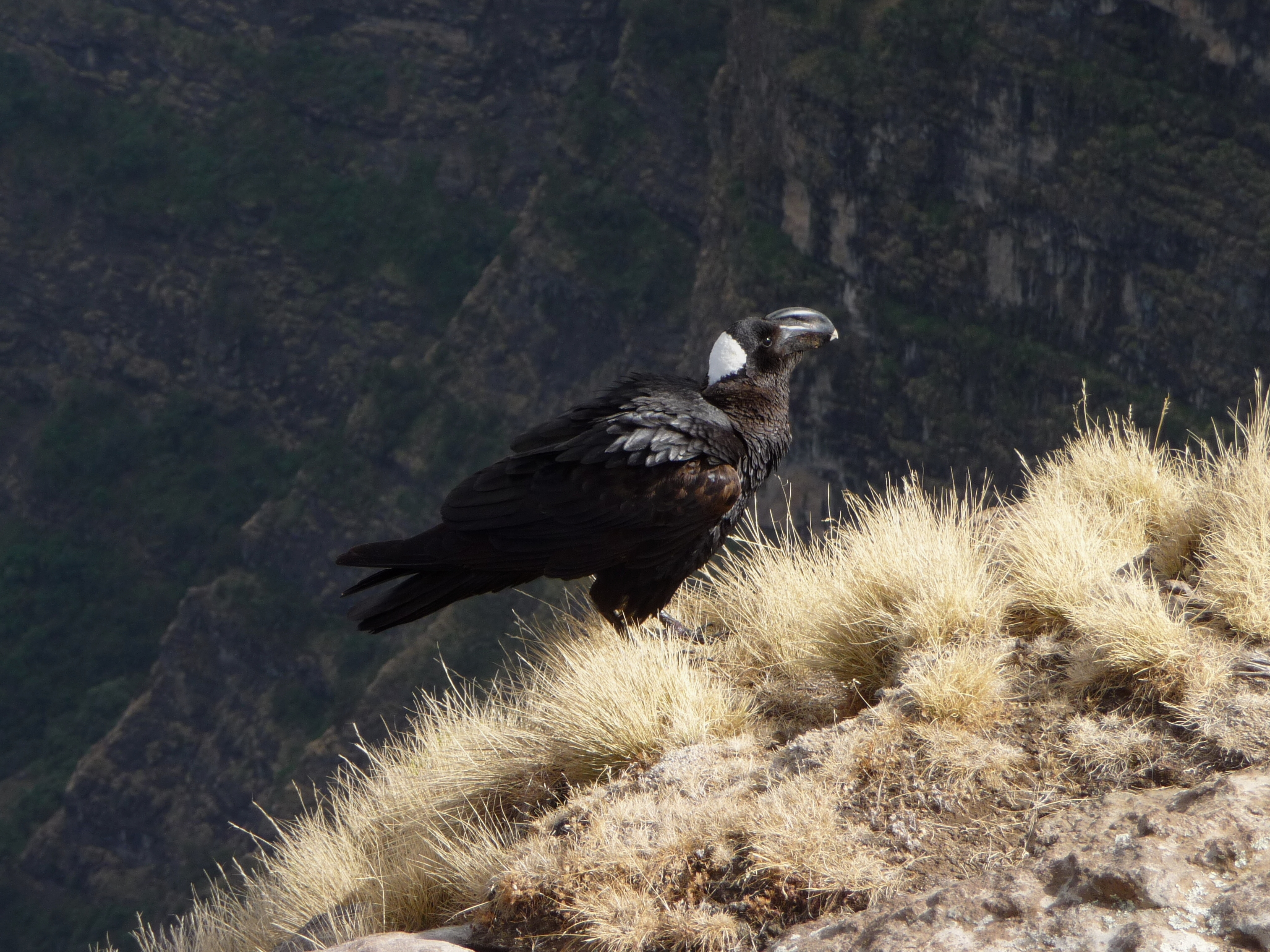
Ejemplar en las montañas Simen, Etiopía.

El cuervo picogordo mide alrededor de 65 cm y suele superar los 1,4 kg de peso. Posee un pico negro con punta blanca comprimido lateralmente, marcadamente curvado y con un surco que atraviesa las fosas nasales, que le da una apariencia muy característica. Tienen una mancha blanca distintiva que ocupa la parte posterior de la cabeza, el color del resto del plumaje, es negro brillante. Las plumas del cuello y de la cabeza son muy cortas, en la garganta y la parte superior el pecho, presenta un brillo oleoso.

## Distribución y hábitat
Es endémico de Eritrea, Somalia y Etiopía, habitando en sus montañas y altiplanos, en alturas entre los 1500 y 2400 metros.

## Comportamiento

### Alimentación
Son omnívoros, alimentándose de larvas, como las de coleópteros de los excrementos de herbívoros, carroña, restos de carne, y ciertos restos de basura humana.

### Reproducción
Anida en árboles y salientes rocosos, construyendo rudimentarios nidos con trozos de ramas. Pone de tres a cinco huevos.

### Sonidos
Con gran variedad de sonidos, sus llamadas suelen ser un ronco graznido nasal o uno jadeante y grave.